# Боделуитан (замок)
Боделуитан (валл. Bodelwyddan) — замок, перестроенный в стиле раннего Средневековья в XIX веке, находится в Денбишире в Уэльсе. Дом был построен семьёй Хамфрис из Англси около 1460 года и был центром их манора, двести лет бытования Боделуитана, начиная с 1690 года, связаны с баронетами Уильямс-Винн. Некоторые эпизоды в истории поместья остаются непрояснёнными, так как документы, связанные с ним, были утрачены в 1920-х годах. С 1962 года замок внесен в список памятников архитектуры класса II *.

## История

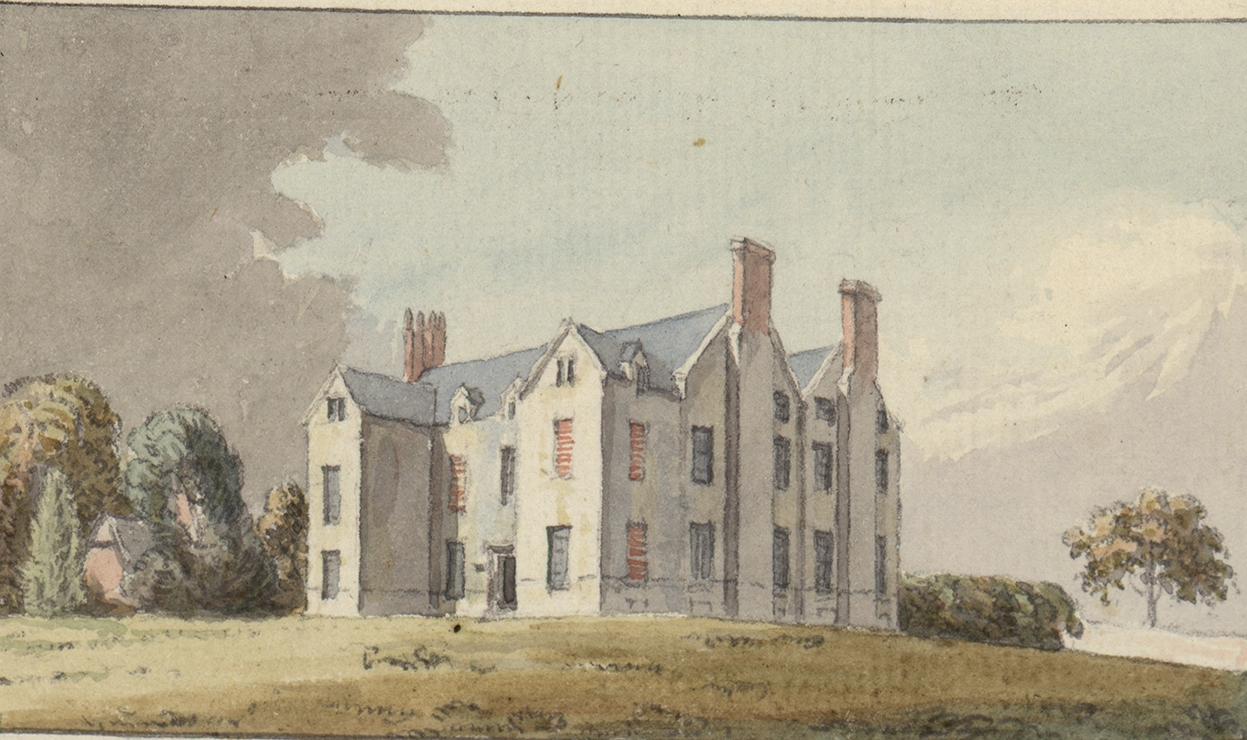
Боделуитан около 1781 года. Акварель Т. Пеннанта

В 1690 году замок был продан спикеру Палаты общин сэру Уильяму Уильямсу. Дошедший до нашего времени чертёж замка того времени представляет двухэтажный дом с мансардой и двумя крыльями с юго-восточной стороны фасада. Вид дома не изменялся вплоть до конца XVIII века. Владельцы Боделуитана имели хорошие прибыли от свинцовых рудников Северного Уэльса, и в 1805 году первый баронет Уильямс осуществил перестройку замка в классическом стиле с обращением к античным древнегреческим образцам. Юго-восточный фасад получил трёхпролётную центральную часть и был оформлен дорической лоджией, колоннада которой протянулась от одного крыла здания к другому.
Следующий владелец дома в 1830-х годах осуществил перестройку в духе средневековья. Реконструкцией занимались архитекторы Джозеф Хэнсом и Эдвард Уэлч. С западной стороны появился внутренний двор, который можно видеть на карте 1841 года. Замок считался одним из самых амбициозных проектов Хэнсома, современники говорили о проекте реконструкции: «он чрезвычайно драматичен и ничем не обязан своим предшественникам». Работы по перестройке велись до середины XIX века. В столовой замка установлена мемориальная доска, датированная 1858 годом, с надписью, фиксирующей участие в работах архитектора Джона Гибсона, который в то время строил знаменитую «Мраморную церковь» в Боделуитане. В двух других комнатах имеется плитка 1886 года, следовательно, отделка замка велась и в конце викторианского периода.
Дальнейшие ремонтные работы были проведены в 1880-х годах сэром Гербертом, седьмым баронетом, который унаследовал замок Боделуитан от своего кузена, не оставившего наследников. К началу Первой мировой войны дом стал реабилитационным госпиталем для раненых солдат. В это время территория поместья использовалась солдатами, базирующимися в близлежащем тренировочном лагере Кинмел, для обучения позиционной войне. Следы этих траншей можно увидеть до сих пор.
В 1920 году из-за того, что содержание поместья обходилось слишком дорого, Уильямсы сдали Боделуитан под школу для девочек Лоутер-колледж, а в 1925 году замок был продан Лоутер-колледжу. С 1962 года замок внесен в список памятников архитектуры класса II *. Школа для девочек работала в замке около шестидесяти лет до своего закрытия в 1982 году из-за финансовых проблем. Боделуитан был продан Совету округа Клуид, который в партнерстве с Национальной портретной галереей провёл ремонт его помещений. Для управления Боделуитаном была создана независимая благотворительная организация Bodelwyddan Castle Trust. Работы проходили под руководством архитектора и эксперта по дизайну XIX века Родерика Грейдиджа. Задача усложнялась тем, что осталось слишком мало материалов, позволяющих определить облик помещений до того, как в них разместилась школа. Исторический дом и территория были открыты для публики. Партнерство с Национальной портретной галереей и Королевской академией художеств предполагало, что замок переоборудуется для экспонирования предметов из их коллекций. Портретная галерея в Боделуитане открылась в 1988 году и получила звание Музея года в 1989-м. В замке было выставлено 155 портретов и проводились передвижные выставки Национальной портретной галереи. Партнёрство с Национальной портретной галереей прекратилась в 2017 году, так как совет графства Денбишир сократил финансирование этой программы. Фонд замка для поддержания должного уровня хранения картин ежегодно требовалось собирать 224 000 фунтов стерлингов.
В 2017 году совет графства Денбишир решил продать землю, на которой находится замок. В феврале 2019 года замок, арендованный на 29 лет, все еще был выставлен на продажу; к июню 2019 года Фонд замка Боделуитан объявил, что исторический дом закрыт. В это же время сады и парк оставались доступными для посещения.
Часть территории бывшего поместья была сдана в аренду компании Rank Organization в 1994 году, которая построила во внутреннем дворе отель Bodelwyddan Castle Hotel. Исторические дом и территория отделены от отеля, хотя управляющая отелем компания Warner Leisure Hotels в 2017 году рассматривала возможность приобретения и этого участка Боделуитана.
Во время закрытия замка для посещения, гостиничная территория объекта продолжала работу в обычном режиме.